# Anne-Marie Duquesne-Bourguignont
Anne-Marie Duquesne-Bourguignont was de procureur des Konings voor het gerechtelijk arrondissement Luik, tot 2007. Ze werd opgevolgd door Danièle Reynders, zus van Didier Reynders.
Ze heeft een Mouvement Réformateur (MR, Hervormingsbeweging) signatuur. Zij was de echtgenote van wijlen politicus en voormalig minister van Binnenlandse Zaken Antoine Duquesne (1941-2010).  